# Pedicularis chengxianensis
Pedicularis chengxianensis là loài thực vật có hoa thuộc họ Cỏ chổi. Loài này được Z.G. Ma & Z.Z. Ma mô tả khoa học đầu tiên năm 1993.